# Olympique Safi
Der Olympique Club de Safi, auch bekannt als OCS, ist ein marokkanischer Fußballverein aus der Hafenstadt Safi.

## Geschichte
Der Verein wurde 1921 unter dem Namen Union Sportive de Safi gegründet. 1956 nannte man sich in Ittihad Safi um, ehe der Klub 1986 seinen heutigen Namen erhielt.
Seit dem Aufstieg 2004 spielt der Verein in der ersten marokkanischen Liga, der inwi Botola Pro.

## Erfolge
- Marokkanischer Zweitligameister: 2004
- Marokkanischer Fußballpokal: 2025
- Finalist: 2016

## Aktuelle Logos